# Jennifer Zeng

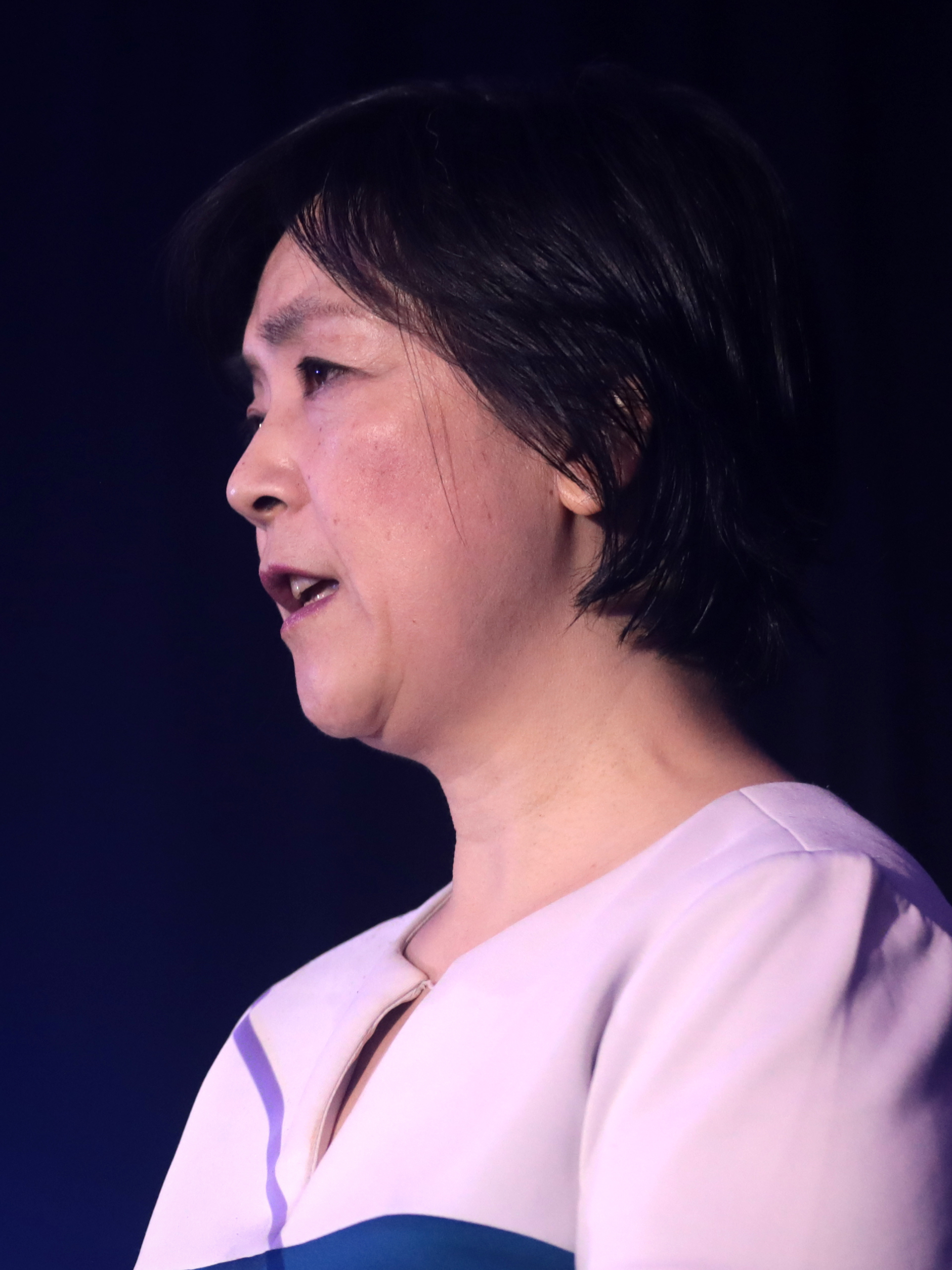
Jennifer Zeng (2021)

Jennifer Zeng (* 19. Oktober 1966 in Sichuan, Volksrepublik China) ist eine Menschenrechtsaktivistin und Autorin aus der Volksrepublik China. Im Westen ist sie vor allem bekannt durch ihr 2005 erschienenes Buch Witnessing History: One Chinese Woman’s Fight for Freedom and Falun Gong.

## Leben und Ausbildung
Sie wurde in der Provinz Sichuan geboren und studierte später an der Peking-Universität. Ihr Studium schloss sie dort mit einem Master in Biochemie ab. Im Jahr 1997 begann sie Falun Gong zu praktizieren. Seit der Verfolgung von Falun-Gong-Anhängern Ende der 1990er Jahre wurde sie aufgrund dessen vier Mal verhaftet, beim vierten Mal, im Jahr 2000, verbrachte sie ein Jahr lang in einem der Arbeitslager. „Diese Lager sind Teil eines ganzen Systems, das außerhalb des chinesischen Rechtssystems liegt. Die Menschen werden dort ohne Prozess und ohne die Möglichkeit, einen Anwalt zu nehmen, eingesperrt.“, erklärte sie in einem Interview in Tel Aviv. „Jeder, der in einem dieser Lager und auch im Gefängnis war, sagt, dass die Lager viel schlimmer sind, weil man dort Zwangsarbeit machen muss und sich niemand wirklich darum kümmert, ob man am nächsten Morgen tot ist.“ Um aus dem Arbeitslager zu kommen, musste Zeng eine Deklaration unterzeichnen, in der festgehalten wurde, dass sie nicht mehr an die Lehre von Falun Gong glaubt und lange Artikel schreiben, in denen steht, weshalb die Bewegung gefährlich ist. Sie lebt seit 2011 in den USA.

## Beziehung zu Falun Gong
1997 begann Zeng Falun Gong zu praktizieren. Später, als die Regierung der Volksrepublik China anfing, Personen, die an der Gruppe beteiligt waren, zu verhaften, war sie eine unter ihnen. Zeng teilte mit, dass sie im Lager körperlich und geistig missbraucht wurde, einer Gehirnwäsche unterzogen wurde und sogar einer Elektroschockbehandlung ausgesetzt war. 
Zeng ist Fernsehmoderatorin bei New Tang Dynasty Television und Mitarbeiterin bei der rechtsradikalen The Epoch Times, die beide mit Falun Gong verbunden sind. Laut MIT Technology Review hat Zeng „Erfahrung damit, Gerüchte zu verbreiten und Videos falsch zuzuordnen“.

## Werke
- Witnessing History: One Chinese Woman’s Fight for Freedom and Falun Gong. Allen & Unwin, 2005, ISBN 1-74114-400-0 (englisch).